# Нью-Кассел (Нью-Йорк)
Нью-Кассел (англ. New Cassel) — переписна місцевість (CDP) в США, в окрузі Нассау штату Нью-Йорк. Населення — 14 199 осіб (2020).

## Географія
Нью-Кассел розташований за координатами 40°45′36″ пн. ш. 73°33′54″ зх. д. / 40.76000° пн. ш. 73.56500° зх. д. (40.760049, -73.564891).  За даними Бюро перепису населення США в 2010 році переписна місцевість мала площу 3,83 км², уся площа — суходіл.

## Демографія
Згідно з переписом 2010 року, у переписній місцевості мешкало 14 059 осіб у 2974 домогосподарствах у складі 2393 родин. Густота населення становила 3670 осіб/км².  Було 3174 помешкання (829/км²).
Расовий склад населення:
| - 38,2 % — чорних або афроамериканців - 26,0 % — білих - 1,4 % — азіатів - 0,8 % — корінних американців - 28,4 % — осіб інших рас |

До двох чи більше рас належало 5,2 %. Частка іспаномовних становила 53,9 % від усіх жителів.
За віковим діапазоном населення розподілялося таким чином: 27,7 % — особи молодші 18 років, 63,0 % — особи у віці 18—64 років, 9,3 % — особи у віці 65 років та старші. Медіана віку мешканця становила 30,9 року. На 100 осіб жіночої статі у переписній місцевості припадало 103,5 чоловіків;  на 100 жінок у віці від 18 років та старших — 102,3 чоловіків також старших 18 років.
Середній дохід на одне домашнє господарство  становив 87 946 доларів США (медіана — 73 702), а середній дохід на одну сім'ю — 93 811 долар (медіана — 79 655). Медіана доходів становила 41 453 долари для чоловіків та 31 937 доларів для жінок. За межею бідності перебувало 13,2 % осіб, у тому числі 23,2 % дітей у віці до 18 років та 8,4 % осіб у віці 65 років та старших.
Цивільне працевлаштоване населення становило 6926 осіб. Основні галузі зайнятості: освіта, охорона здоров'я та соціальна допомога — 21,6 %, мистецтво, розваги та відпочинок — 13,8 %, науковці, спеціалісти, менеджери — 12,9 %.